# Thomas Pitt Cholmondeley-Tapper
Thomas Pitt Cholmondeley-Tapper (Pseudonim: George, ur. 31 lipca 1910 roku w Wellington, zm. 27 lipca 2001 roku w Headington) – nowozelandzki kierowca wyścigowy.

## Kariera
W swojej karierze wyścigowej Cholmondeley-Tapper poświęcił się startom w wyścigach Grand Prix. W 1936 roku był drugi w Grand Prix Lotaryngii. W 1936 roku Nowozelandczyk wystartował w Grand Prix Niemiec zaliczanym do klasyfikacji Mistrzostw Europy AIACR. Wyścig ukończył na dziesiątej pozycji. Z dorobkiem 28 punktów w klasyfikacji generalnej uplasował się na osiemnastej pozycji.